# شيموس كونينغهام
شيموس كونينغهام (بالإنجليزية: Séamus Cunningham)‏ هو كاهن كاثوليكي أيرلندي، ولد في 7 يوليو 1942 في Castlebar ‏ في جمهورية أيرلندا.